# Bahnstrecke Nördlingen–Pleinfeld
| |                                                        |                                                 |                                                 |
| Streckennummer (DB): | 5330                                                   |                                                 |                                                 |
| Kursbuchstrecke (DB): | 912, 12990 411e (1946)                                 |                                                 |                                                 |
| Streckenlänge: | 56,164 km                                              |                                                 |                                                 |
| Spurweite: | 1435 mm (Normalspur)                                   |                                                 |                                                 |
| Streckenklasse: | Nördlingen–Gunzenhausen: D4 Gunzenhausen–Pleinfeld: CE |                                                 |                                                 |
| Maximale Neigung: | 5,6 ‰                                                  |                                                 |                                                 |
| Minimaler Radius: | 400 m                                                  |                                                 |                                                 |
| Streckengeschwindigkeit: | 120 km/h                                               |                                                 |                                                 |
| Zugbeeinflussung: | PZB                                                    |                                                 |                                                 |
| |                                                        |                                                 |                                                 |
| \| \| \| von Augsburg Hbf \| \| \| \| 0,000 \| Nördlingen \| 430 m \| \| \| \| nach Stuttgart-Bad Cannstatt \| \| \| \| \| nach Dombühl \| \| \| \| \| nach Wemding \| \| \| \| 1,269 \| Infrastrukturgrenze DB InfraGO / BayernBahn \| Infrastrukturgrenze DB InfraGO / BayernBahn \| \| \| \| Eger \| \| \| \| 7,510 \| Dürrenzimmern (Hp Anst, ehem. Bf) \| 425 m \| \| \| \| Anschluss Militärflugplatz Heuberg (1934–48/49) \| \| \| \| 13,010 \| Oettingen (Bay) \| 418 m \| \| \| \| Wörnitz \| \| \| \| 20,670 \| Auhausen (Hp Anst, ehem. Bf) \| 425 m \| \| \| 24,800 \| Wassertrüdingen \| 428 m \| \| \| \| Anschluss Schwarzkopf \| \| \| \| 28,000 \| Arrabach \| Arrabach \| \| \| 28,540 \| Unterschwaningen (ehem. Bf) \| Unterschwaningen (ehem. Bf) \| \| \| 31,550 \| Cronheim \| 456 m \| \| \| 36,300 \| Wurmbachviadukt \| Wurmbachviadukt \| \| \| 37,100 \| Unterwurmbach \| Unterwurmbach \| \| \| 38,754 \| Infrastrukturgrenze BayernBahn / DB InfraGO \| Infrastrukturgrenze BayernBahn / DB InfraGO \| \| \| 38,933 \| Altmühl (156 m) \| Altmühl (156 m) \| \| \| \| von Treuchtlingen \| \| \| \| 39,467 \| Gunzenhausen \| 421 m \| \| \| \| nach Würzburg Hbf \| \| \| \| 47,268 \| Langlau (ehem. Bf) \| 428 m \| \| \| \| Anschluss Lufthauptmunitionsanstalt (bis 2007) \| \| \| \| 52,245 \| Ramsberg \| Ramsberg \| \| \| \| von Treuchtlingen \| \| \| \| 56,294 \| Pleinfeld \| 394 m \| \| \| \| nach Nürnberg Hbf \| \| \| \| \| \| \| \| Quellen: [1][2][3][4][5][6] \| \| \| \| |                                                        |                                                 |                                                 |
| Strecke |                                                        | von Augsburg Hbf                                | von Augsburg Hbf                                |
| Bahnhof | 0,000                                                  | Nördlingen                                      | 430 m                                           |
| Abzweig geradeaus und nach links |                                                        | nach Stuttgart-Bad Cannstatt                    | nach Stuttgart-Bad Cannstatt                    |
| Abzweig geradeaus und nach links |                                                        | nach Dombühl                                    | nach Dombühl                                    |
| Abzweig geradeaus und ehemals nach rechts |                                                        | nach Wemding                                    | nach Wemding                                    |
| Wechsel des Eisenbahninfrastrukturunternehmens | 1,269                                                  | Infrastrukturgrenze DB InfraGO / BayernBahn     | Infrastrukturgrenze DB InfraGO / BayernBahn     |
| Brücke über Wasserlauf |                                                        | Eger                                            | Eger                                            |
| Haltepunkt / Haltestelle | 7,510                                                  | Dürrenzimmern (Hp Anst, ehem. Bf)               | 425 m                                           |
| Abzweig geradeaus und ehemals nach links |                                                        | Anschluss Militärflugplatz Heuberg (1934–48/49) | Anschluss Militärflugplatz Heuberg (1934–48/49) |
| Bahnhof | 13,010                                                 | Oettingen (Bay)                                 | 418 m                                           |
| Brücke über Wasserlauf |                                                        | Wörnitz                                         | Wörnitz                                         |
| Haltepunkt / Haltestelle | 20,670                                                 | Auhausen (Hp Anst, ehem. Bf)                    | 425 m                                           |
| Bahnhof | 24,800                                                 | Wassertrüdingen                                 | 428 m                                           |
| Abzweig geradeaus und nach rechts |                                                        | Anschluss Schwarzkopf                           | Anschluss Schwarzkopf                           |
| Brücke über Wasserlauf | 28,000                                                 | Arrabach                                        | Arrabach                                        |
| Haltepunkt / Haltestelle | 28,540                                                 | Unterschwaningen (ehem. Bf)                     | Unterschwaningen (ehem. Bf)                     |
| Bahnhof | 31,550                                                 | Cronheim                                        | 456 m                                           |
| Brücke über Wasserlauf | 36,300                                                 | Wurmbachviadukt                                 | Wurmbachviadukt                                 |
| Haltepunkt / Haltestelle | 37,100                                                 | Unterwurmbach                                   | Unterwurmbach                                   |
| Wechsel des Eisenbahninfrastrukturunternehmens | 38,754                                                 | Infrastrukturgrenze BayernBahn / DB InfraGO     | Infrastrukturgrenze BayernBahn / DB InfraGO     |
| Brücke über Wasserlauf | 38,933                                                 | Altmühl (156 m)                                 | Altmühl (156 m)                                 |
| Abzweig geradeaus und von rechts |                                                        | von Treuchtlingen                               | von Treuchtlingen                               |
| Bahnhof | 39,467                                                 | Gunzenhausen                                    | 421 m                                           |
| Abzweig geradeaus und nach links |                                                        | nach Würzburg Hbf                               | nach Würzburg Hbf                               |
| Haltepunkt / Haltestelle | 47,268                                                 | Langlau (ehem. Bf)                              | 428 m                                           |
| Abzweig geradeaus und ehemals nach links |                                                        | Anschluss Lufthauptmunitionsanstalt (bis 2007)  | Anschluss Lufthauptmunitionsanstalt (bis 2007)  |
| Haltepunkt / Haltestelle | 52,245                                                 | Ramsberg                                        | Ramsberg                                        |
| Abzweig geradeaus und von rechts |                                                        | von Treuchtlingen                               | von Treuchtlingen                               |
| Bahnhof | 56,294                                                 | Pleinfeld                                       | 394 m                                           |
| Strecke |                                                        | nach Nürnberg Hbf                               | nach Nürnberg Hbf                               |
| |                                                        |                                                 |                                                 |
| Quellen: |                                                        |                                                 |                                                 |

Die Bahnstrecke Nördlingen–Pleinfeld  ist eine Eisenbahnstrecke in Bayern, die ursprünglich als Teil der Ludwig-Süd-Nord-Bahn erbaut und betrieben wurde. Sie verläuft im Süden Mittelfrankens und im Norden Schwabens von Nördlingen über Gunzenhausen nach Pleinfeld und erschließt das südliche Fränkische Seenland mit dem Brombachsee und dem Altmühlsee, die Hesselbergregion sowie Teile des Nördlinger Rieses.
Der 16,8 Kilometer lange Abschnitt Gunzenhausen–Pleinfeld, teilweise als Seenland-Bahn bezeichnet, ist eine Hauptbahn und wird im Personenverkehr von einer Regionalbahn-Linie des Verkehrsverbunds Großraum Nürnberg (VGN) bedient. Auf dem 39,5 Kilometer langen Nebenbahn-Abschnitt von Nördlingen nach Gunzenhausen fand hingegen ab den 1980er Jahren nur Museumsbetrieb unter dem Namen Seenland-Express sowie Güterverkehr statt. Zwischen Wassertrüdingen und Gunzenhausen wurde der Personenverkehr temporär während der Landesgartenschau Wassertrüdingen 2019 und dauerhaft ab Dezember 2024 wieder aufgenommen. Es bestehen Pläne für eine dauerhafte Reaktivierung des Personenverkehrs auf der gesamten Strecke bis Nördlingen.  Zusammen mit der Bahnstrecke Nördlingen–Dombühl wird der Abschnitt Nördlingen-Gunzenhausen auch als Hesselbergbahn bezeichnet.

## Geschichte

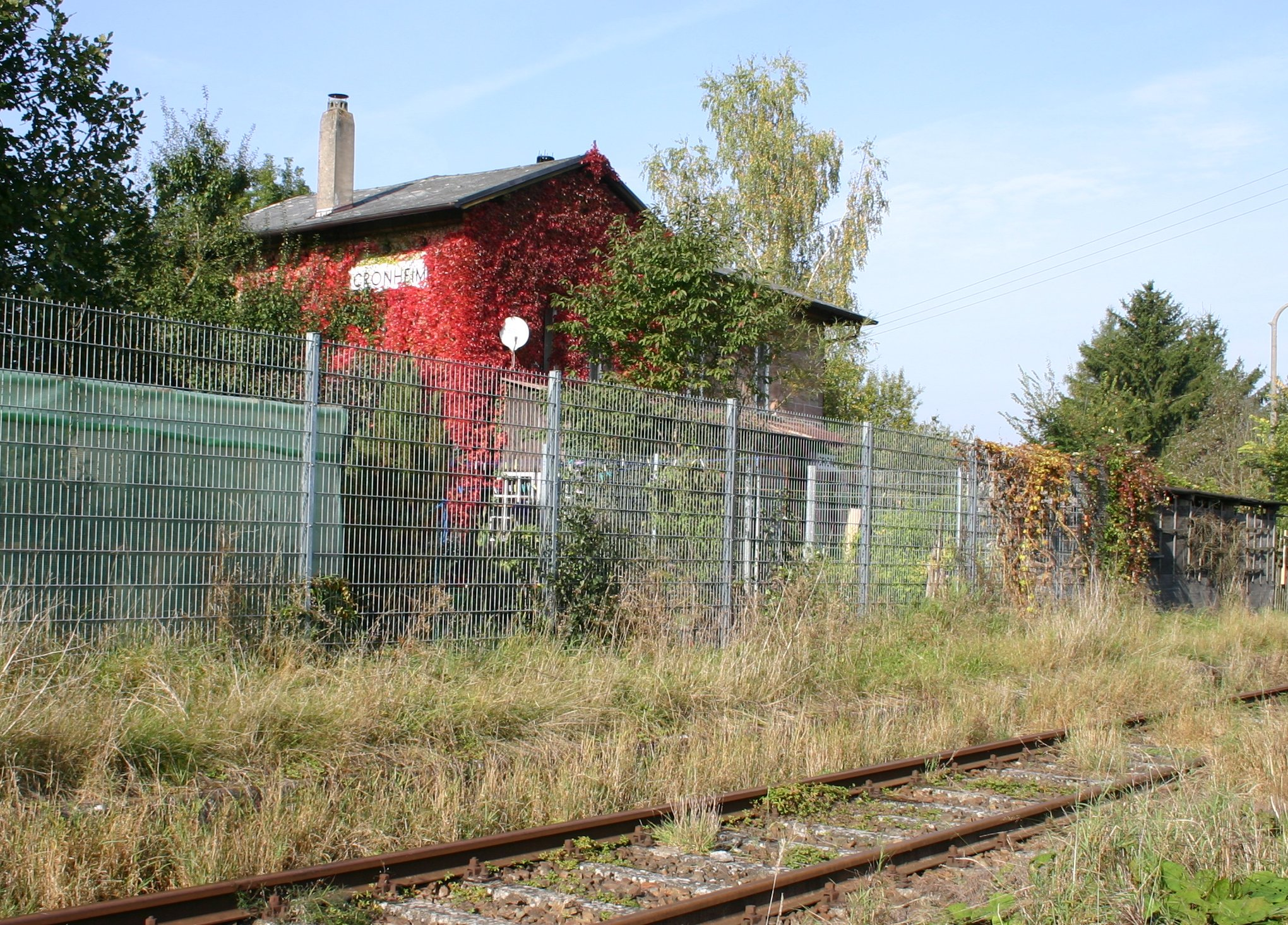
Bahnhof Cronheim (2006)

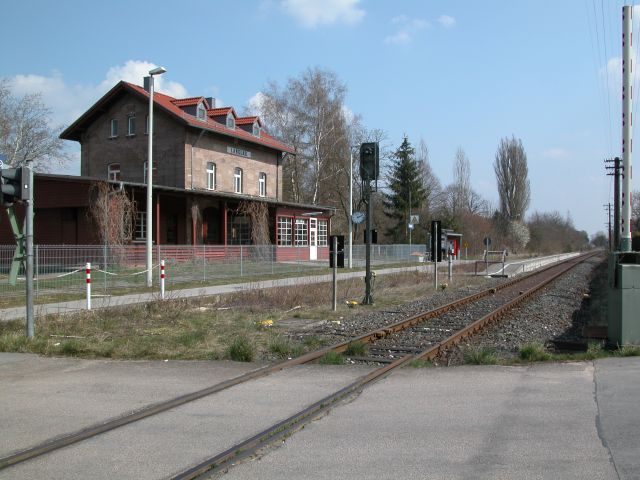
Haltepunkt Langlau (2007)

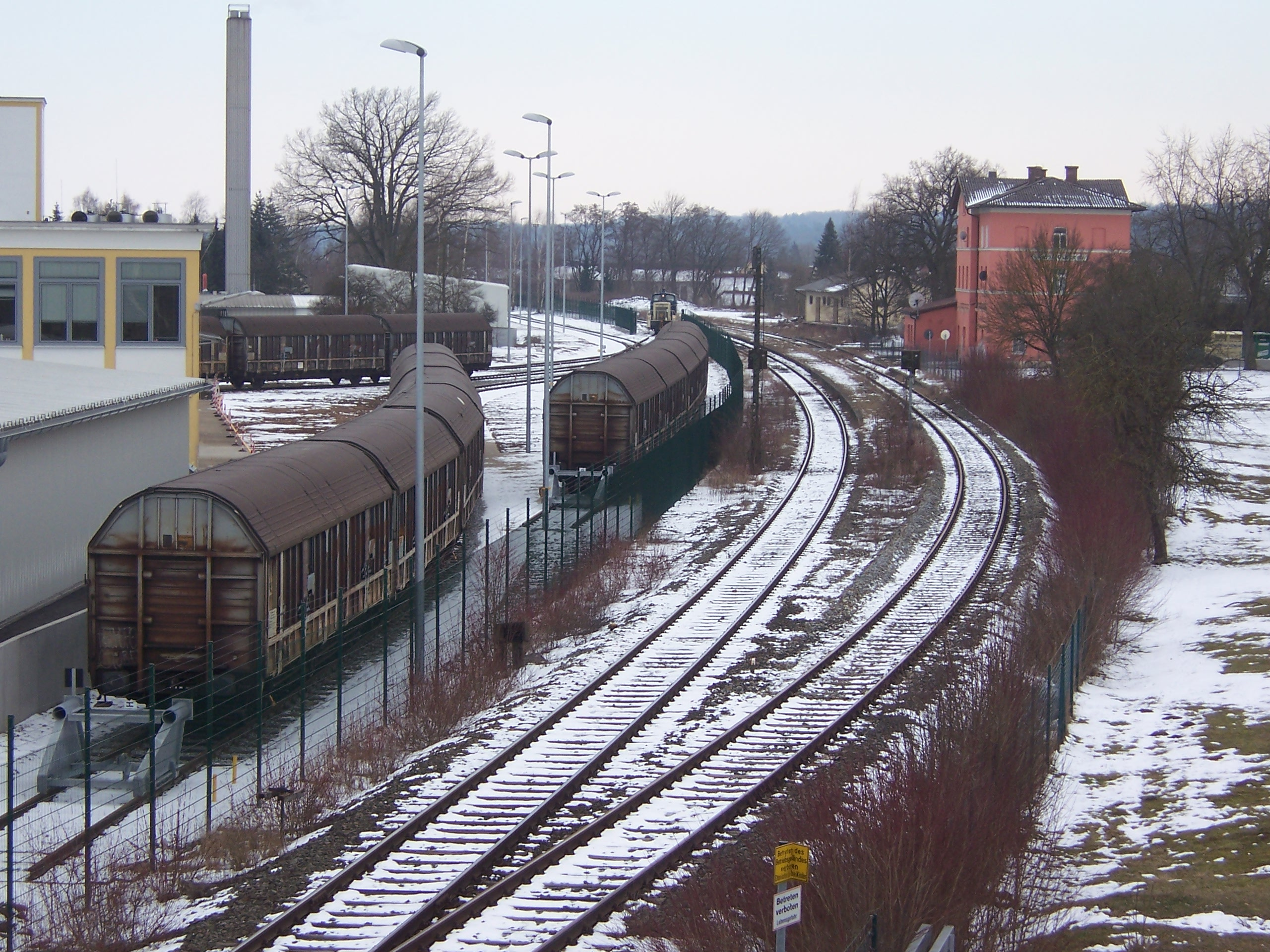
Bahnhof Wassertrüdingen

Die Streckeneröffnung erfolgte am 1. Dezember 1849 als Teil der Ludwig-Süd-Nord-Bahn, nachdem die geplante Trassierung über Gunzenhausen–Spalt–Georgensgmünd aufgrund von Einwänden der Hopfenbauern aus Spalt, die um die Qualität ihrer Produkte besorgt waren, nicht realisiert wurde. Mit Eröffnung der Bahnstrecke Donauwörth–Treuchtlingen im Jahr 1906 verlor die Strecke Nördlingen–Pleinfeld an Bedeutung. Der Verkehr wurde mehr und mehr reduziert.
Am 29. September 1985 stellte die Deutsche Bundesbahn den Personenverkehr auf dem Abschnitt von Nördlingen nach Gunzenhausen ein. Damit entfiel das bis zu diesem Zeitpunkt werktags verkehrende Eilzugpaar Nördlingen–Nürnberg, das bis zur Einstellung mit der Baureihe 212 des Betriebswerkes Nördlingen bespannt wurde. Bis zum 1. August 1995 (Wassertrüdingen–Gunzenhausen) beziehungsweise 1. Juni 1997 (Nördlingen–Wassertrüdingen) hielt die Deutsche Bahn (DB) dort noch den Güterverkehr aufrecht. Es verblieb lediglich der Personenverkehr zwischen Pleinfeld und Gunzenhausen.
1999 pachtete die BayernBahn Betriebsgesellschaft, eine Tochtergesellschaft des Bayerischen Eisenbahnmuseums (BEM), die Strecke langfristig von der DB. Am 8. Juni 2003 konnte das BEM den Museumsbetrieb auf der Gesamtstrecke aufnehmen. Da sich die Strecke wirtschaftlich betreiben lässt, hat sie die BayernBahn Ende 2017 von DB Netz gekauft.
Im Mai 2019 starteten die Donau-Rieser Kreistagsfraktionen der SPD, Grünen und Frauenliste/ödp/Freie Wähler eine gemeinsame Onlinepetition auf dem Onlineportal OpenPetition mit der Forderung, die Strecke zu reaktivieren. Mit Stand April 2022 führt der Aufgabenträger des bayerischen Schienenpersonennahverkehrs, die Bayerische Eisenbahngesellschaft, die Hesselbergbahn zwischen Wassertrüdingen und Gunzenhausen als Verlängerung der RB 62 von Pleinfeld als geplante Reaktivierung im Vergabekalender auf.
Am 14. Dezember 2024, dem Tag vor dem Beginn des Planverkehrs zum Fahrplanwechsel, wurde die Reaktivierung mit Sonderfahrten und einem Bahnhofsfest in Wassertrüdingen gefeiert.
Langlau soll wieder zu einem Kreuzungsbahnhof mit einem Mittelbahnsteig ausgebaut werden und dafür ein elektronisches Stellwerk erhalten. Dazu wurden im August 2022 vertiefende Planungsleistungen ausgeschrieben. Die Inbetriebnahme des Stellwerks wurde auf frühestens April 2025 verschoben. Im April 2025 gab die Deutsche Bahn bekannt, dass das elektronische Stellwerk erst im Juli in Betrieb gehen werde. Als Gründe für die Verzögerung wurden Engpässen bei den Planungs- und Bauausführungskapazitäten der beauftragten Fachfirma für Signaltechnik sowie Lieferschwierigkeiten beim Hersteller genannt. Am 11. Juli 2025 gab die DB bekannt, die für den 20. Juli geplante Inbetriebnahme könne aufgrund eines Softwareproblems nicht erfolgen und sich auf voraussichtlich Ende Oktober 2025 verschieben.

## Verkehr

### Personenverkehr

#### Abschnitt Gunzenhausen–Pleinfeld

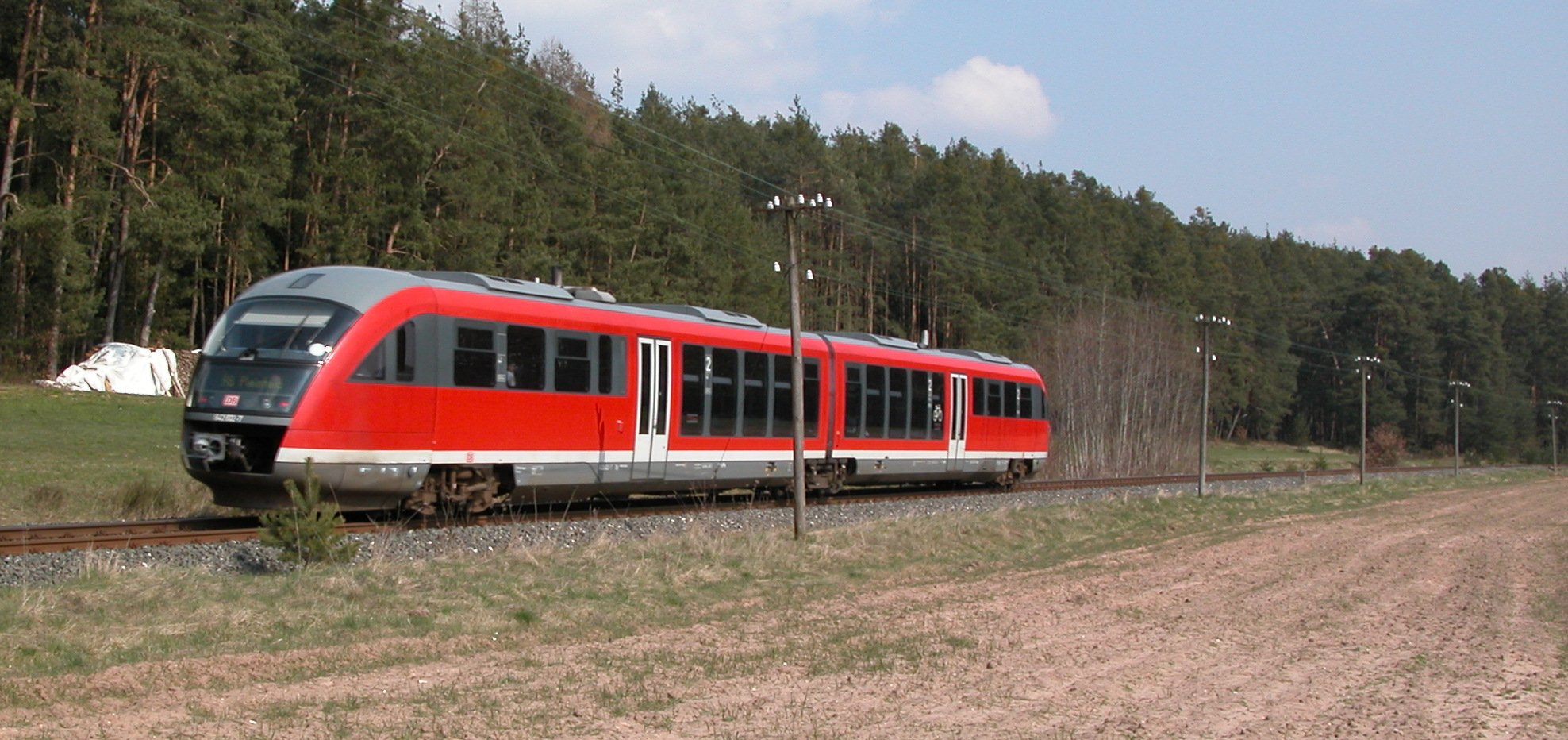
Baureihe 642 bei Langlau

Der Abschnitt Gunzenhausen–Pleinfeld ist seit dem 27. September 1992 in den Verkehrsverbund Großraum Nürnberg (VGN) integriert und wird heute von der Linie RB 62 bedient. Den Zugverkehr wickeln heute hauptsächlich Triebzüge der Baureihe 642 ab, teilweise ist auch die Baureihe 648 anzutreffen. Die Bedienung erfolgt von Montag bis Freitag im Stundentakt und am Wochenende im Zweistundentakt. Nach dem Konzept der Bayerischen Staatsregierung für mehr Elektromobilität auf der Schiene in Bayern hat Innenminister Joachim Herrmann die Strecke der Seenland-Bahn aus bayerischer Sicht als Pilotprojekt für den Betrieb mit Oberleitungs-/Batterie-Hybrid-Fahrzeugen vorgeschlagen. Der Wunsch der Stadt Gunzenhausen, im Rahmen der Ertüchtigung der gesamten Strecke einen weiteren Haltepunkt in Frickenfelden zu errichten, wurde abgelehnt.
Mitte Dezember 2015 gab die Bayerische Eisenbahngesellschaft (BEG) bekannt, die Verkehre im Dieselnetz Nürnberg erneut an DB Regio vergeben zu wollen. Der formale Zuschlag sollte am 4. Januar 2016 erfolgen. Mit der im Juni 2019 geplanten Wiederaufnahme des Personenverkehrs zur Landesgartenschau sollte die Strecke Pleinfeld–Gunzenhausen integriert werden. Die zwischen Pleinfeld und Gunzenhausen pendelnden Züge sollen nach Angaben der Bayerischen Eisenbahngesellschaft nach Wassertrüdingen durchgebunden werden, sobald die Landkreise Ansbach und Weißenburg-Gunzenhausen ein tragfähiges Infrastrukturkonzept vorlegen können. Der Vertrag läuft bis Juni 2031.
Nach dem Gewinn der Ausschreibung wurden die bisher eingesetzten Fahrzeuge einem Redesign unterworfen.
Von Februar 2022 bis Mai 2022 verkehrte an den Wochenenden ein Akku-Triebwagen vom Typ Talent 3 im Probebetrieb.

#### Abschnitt Nördlingen–Gunzenhausen
1985 stellte die Deutsche Bundesbahn den öffentlichen Personenverkehr zwischen Nördlingen und Gunzenhausen ein. Bis dahin bestand eine tägliche Verbindung zwischen Nördlingen und Nürnberg.
Anschließend nutzte das Bayerische Eisenbahnmuseum die Strecke an einigen Tagen im Jahr, um dort ihre Museumszüge verkehren zu lassen.
Es gab mehrere Vorstöße, die Strecke zu reaktivieren:
- Der Fahrgastverband Pro Bahn schlug 2007 eine zweistündliche Regional-Express-Verbindung von Nördlingen über Gunzenhausen und Pleinfeld nach Nürnberg vor.[23]
- Im Mai 2009 gaben die an der Hesselbergbahn angrenzenden Landkreise eine Machbarkeitsstudie zur Wiederaufnahme des Personenverkehrs in Auftrag. Deren Ergebnis fiel jedoch im August 2012 negativ aus, da das erwartete Fahrgastaufkommen für einen wirtschaftlichen Betrieb nicht ausreiche.[24]
- 2013 forderte Jürgen Ludwig (CSU), Landrat des Landkreises Ansbach, in einem Brief an den Bayerischen Wirtschaftsminister Martin Zeil einen Probebetrieb nach dem Vorbild der Regentalbahn (Gotteszell–Viechtach). Er bot an, analog zu den fehlenden zwei Prozent des Fahrgastaufkommens, mit denen die Wirtschaftlichkeit positiv bewertet worden wäre (prognostiziert waren 980 anstatt 1000 Fahrgäste), zwei Prozent der Bestellkosten durch die Region zu übernehmen.[25]
- 2014 kündigte der bayerische Innenminister Joachim Herrmann an, dass der Abschnitt Wassertrüdingen–Gunzenhausen im Personenverkehr reaktiviert werden solle. Für die Ertüchtigung der Strecke sollten etwa zwei Millionen Euro bereitgestellt werden.[26] Die Bayerische Eisenbahngesellschaft nahm die Strecke daraufhin als eine gegebenenfalls zu bedienende Strecke in ihr Programm auf.
- Im Januar 2015 bestätigte eine Fahrgastprognose des Verkehrsverbundes Großraum Nürnberg die Reaktivierungswürdigkeit des Abschnitts Wassertrüdingen–Gunzenhausen. Der südlich anschließende Abschnitt bis Nördlingen verfehlte in der Prognose dagegen die erforderliche Mindestzahl an Fahrgästen.[27]

Zur Landesgartenschau in Wassertrüdingen 2019 befuhren Züge der Deutschen Bahn die Strecke nach einem Sonderfahrplan an den Wochenenden und Feiertagen zwischen dem 25. Mai 2019 und Anfang September 2019. Dies ermöglichte eine Zusammenarbeit der Stadt Wassertrüdingen, der DB Regio Bayern, der BayernBahn sowie der Bayerischen Eisenbahngesellschaft (BEG). Zwischen Wassertrüdingen und Gunzenhausen verkehrten jeweils zwei Zugpaare pro Richtung, von und bis Nürnberg Hbf, als Regionalexpress nach und von Wassertrüdingen. Auch die BayernBahn bot an Sonn- und Feiertagen zwischen Nördlingen und Wassertrüdingen mehrere Zugpaare für die Besucher der Landesgartenschau an.
Im Juni 2020 wurde eine neue Fahrgastprognose veröffentlicht, der zufolge auch auf dem Abschnitt Nördlingen–Wassertrüdingen die erforderliche Mindestzahl von Reisenden erreicht werde.
Am 15. Dezember 2024 erfolgte die Wiederaufnahme des SPNV im Abschnitt von Gunzenhausen bis Wassertrüdingen. Dazu wurde die Kreuzungsmöglichkeit im Bahnhof Langlau wieder hergestellt und der Oberbau, Brücken, Durchlässe und Bahnübergänge saniert. Unterwurmbach erhielt einen neuen Haltepunkt, die übrigen Haltepunkte an der Strecke neue Bahnsteige. Die Arbeiten wurden – entgegen der Planung – bis zum Inkrafttreten des Jahresfahrplans 2024/2025 am 15. Dezember 2024 nicht abgeschlossen. Unter anderem konnte das elektronische Stellwerk im Bahnhof Langlau nicht rechtzeitig in Betrieb genommen werden, wodurch zunächst auf ein provisorisches Betriebskonzept zwischen Gunzenhausen und Pleinfeld mit Schienenersatzverkehr ausgewichen werden muss. Die Inbetriebnahme des neuen Stellwerks Langlau soll nach mehrmaliger Verschiebung voraussichtlich bis Ende Oktober 2025 erfolgen.

### Güterverkehr
Im Güterverkehr wird seit Oktober 2004 das Werk der Kosmetikfirma Schwarzkopf in Wassertrüdingen wieder in Richtung Nördlingen auf der Schiene bedient. Die BayernBahn stellte dabei zweimal pro Woche Kesselwagen mit Industriealkohol zu. Seit dem 7. Januar 2010 führt die BayernBahn täglich einen Zug mit Fertigprodukten bis Langenfeld (Rheinland). Dieser Ganzzug der BayernBahn befährt den Streckenabschnitt zwischen Wassertrüdingen und Gunzenhausen. In Presseartikeln wird berichtet, dass dadurch jährlich 3.000 LKW-Fahrten mit rund 1,25 Millionen Straßenkilometern auf die Schiene verlagert werden. Auf dem nicht elektrifizierten Abschnitt Nördlingen–Gunzenhausen setzt die BayernBahn neben Diesellokomotiven teilweise auch Dampflokomotiven für den Güterverkehr ein.
Auf dem Streckenabschnitt Gunzenhausen–Pleinfeld findet kein Güterverkehr statt.